# Calf Canyon/Hermits Peak Fire

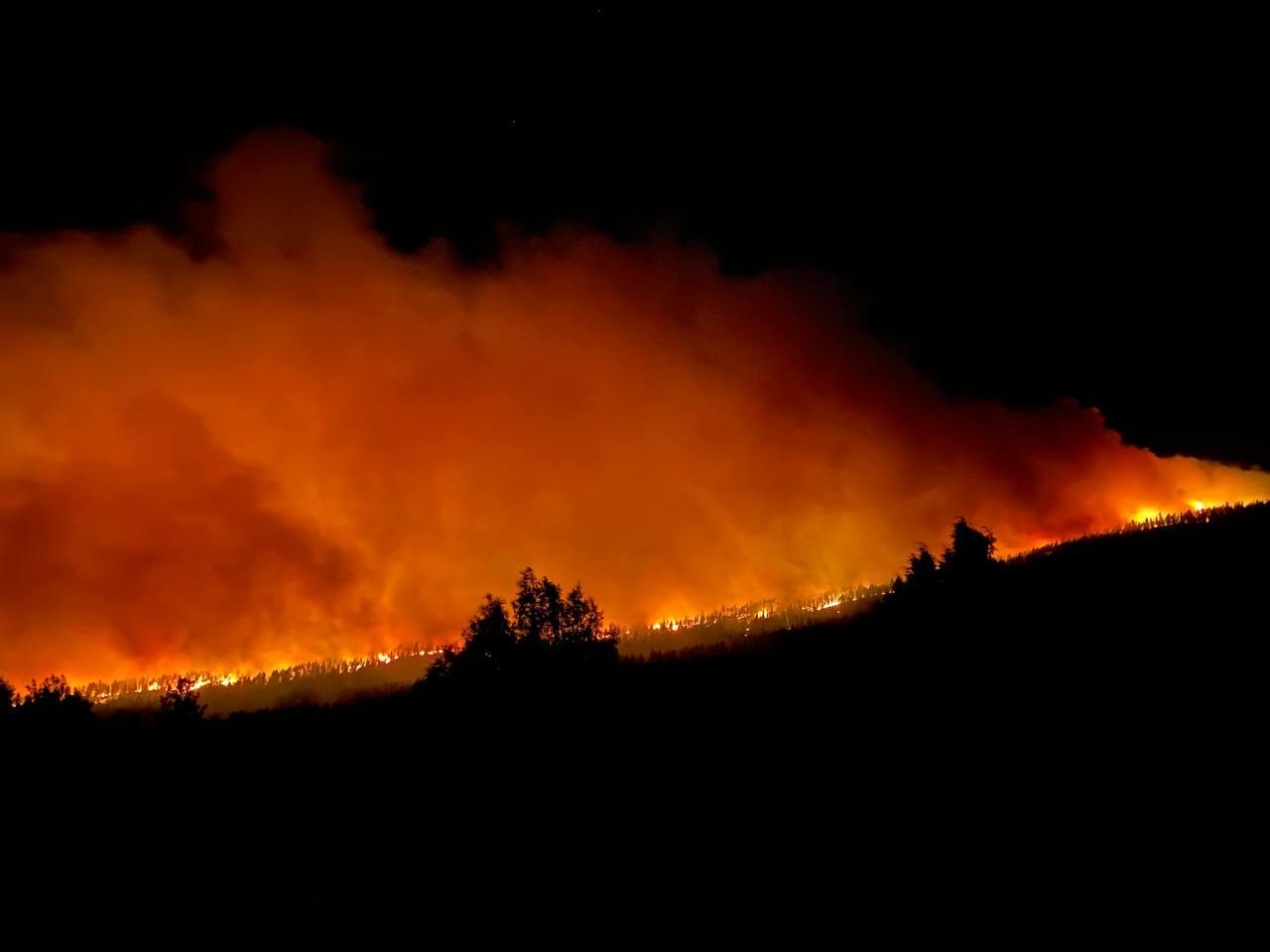
Teile des Feuers am 9. Mai 2022

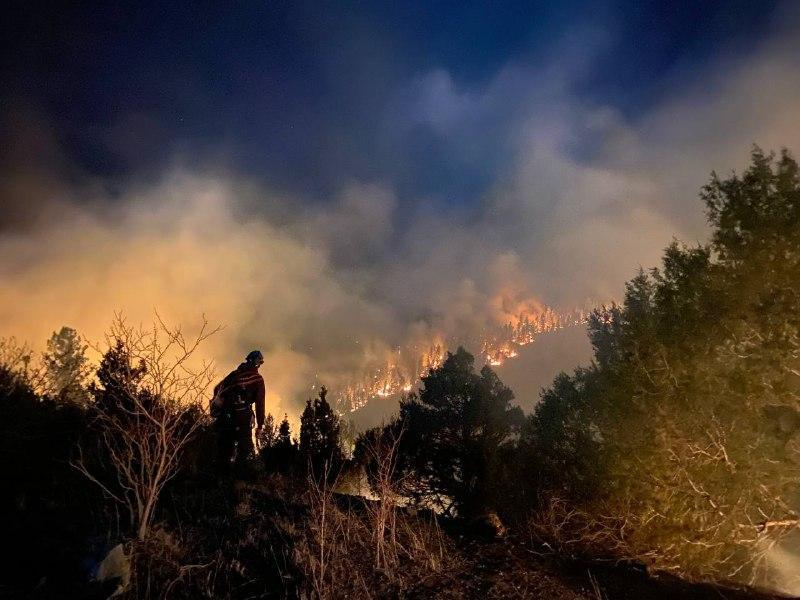
Feuerwehrleute im Einsatz gegen den Waldbrand

Das Calf Canyon/Hermits Peak Fire ist ein großer Waldbrand im US-Bundesstaat New Mexico in der Waldbrandsaison 2022 in New Mexico, der am 6. April 2022 aus einem kontrollierten Abbrand von Vegetation entstand und in den folgenden Wochen aufgrund starker Winde und Trockenheit eine Fläche von 1383 km² (341.735 Acre) anwuchs (Stand. 27. August 2022). Damit ist das Calf Canyon/Hermits Peak Fire sowohl der größte als auch der zerstörerischste Waldbrand in New Mexico seit Beginn der Aufzeichnungen und liegt nun vor dem Whitewater-Baldy Fire Complex Fire aus dem Jahr 2012, das 1205 km² (297.845 Acre) Land verbrannte. Es verwüstete auch eine größere Fläche als alle Waldbrände des Jahres 2021 in New Mexico zusammen. Im Durchschnitt verbrennen in New Mexico jährlich ca. 1050 km² Land (ca. 260.000 Acre).
Nach mehr als vier Monaten, am 22. August 2022, wurde das Feuer vollständig eingedämmt.  Es zerstörte insgesamt 913 Gebäude und beschädigte 85 weitere. Unter den bis zum 27. Mai zerstörten Gebäuden waren auch geschätzt 344 Wohnhäuser. Die Kosten für die Brandbekämpfung lagen zu dem Zeitpunkt bei über 132 Mio. US-Dollar. Zeitweise mussten geschätzt 15.500 Wohnungen in der Nähe des Feuers aus Sicherheitsgründen evakuiert werden. Phasenweise wurden fast 3.000 Feuerwehrleute zu seiner Bekämpfung eingesetzt.
Aufgrund der Waldbrandlage in New Mexico erklärte US-Präsident Joe Biden am 4. Mai den Katastrophenfall für den Bundesstaat. Die bei den Bränden freigesetzten Schadstoffe sowie Feinstaub, Ruß und Asche stellen nicht zuletzt für Personen mit Vorerkrankungen ein erhebliches Gesundheitsrisiko dar. Am 9. Mai 2022 rief US-Gesundheitsminister Xavier Becerra aufgrund der Brände den Gesundheitsnotstand in New Mexico aus.

## Lage
Der Waldbrand liegt östlich bzw. nordöstlich der Hauptstadt Santa Fe und westlich bzw. nordwestlich von Las Vegas. Er erstreckt sich über Teile von drei Counties (San Miguel County, Mora County und Taos County). Insgesamt erstreckt sich die Brandfläche des Feuers über mehr als 70 km in nordsüdlicher Richtung und ca. 30 km in ostwestlicher Richtung.

## Verlauf

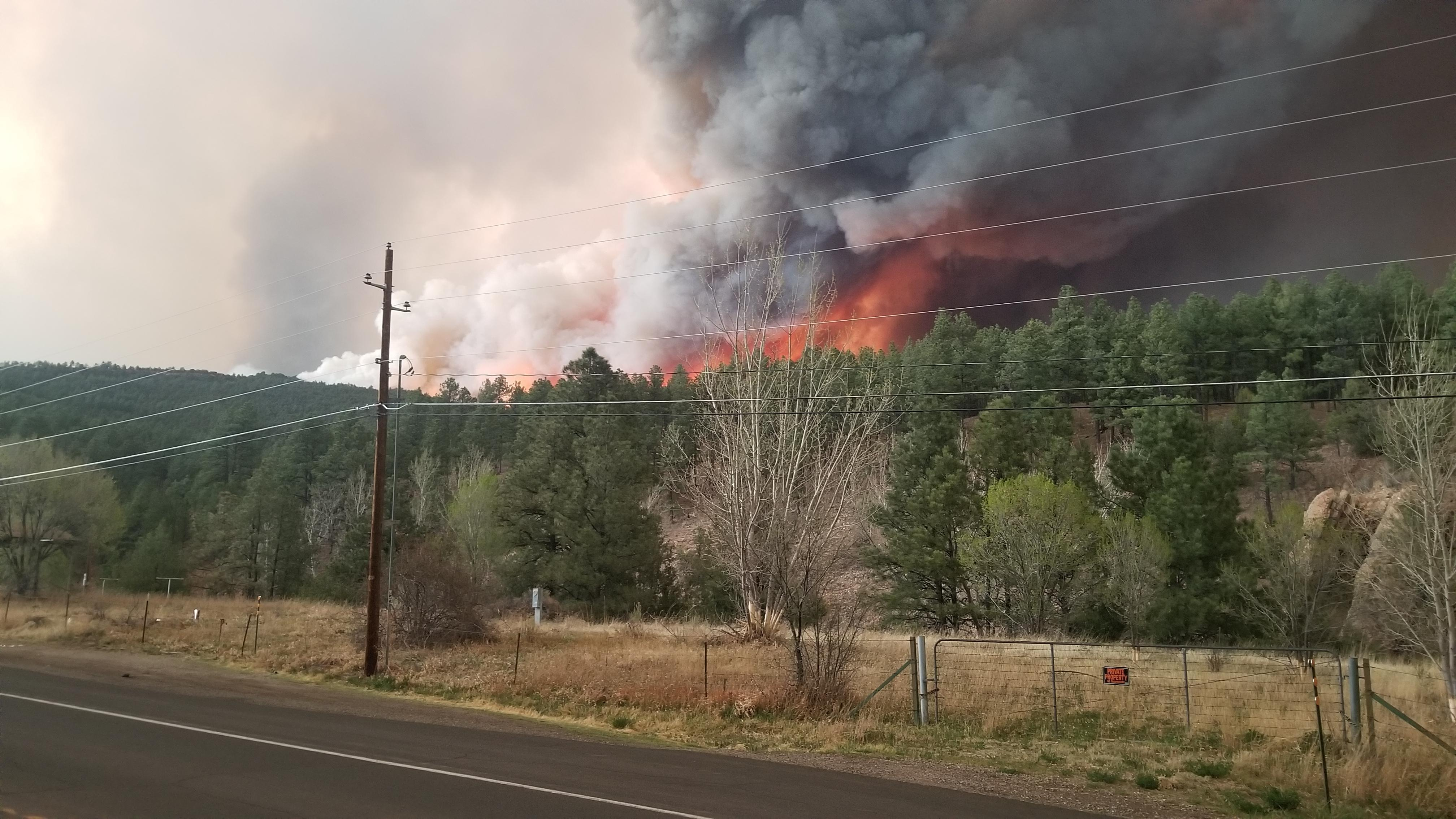
Ein Brandherd des Feuers Ende April 2022

Entstanden ist das Hermits Peak Fire aus einem vom U.S. Forest Service gelegten kontrollierten Brand, der aber infolge eines unerwarteten Windereignisses außer Kontrolle geriet und sich anschließend weiter ausbreitete. Solche kontrollierten Feuer werden häufig eingesetzt, um die Vegetation auszudünnen und damit große schwere Waldbrände möglichst zu verhindern. Gouverneurin Michelle Lujan Grisham kündigte diesbezüglich eine Untersuchung an. Ende April vereinigte sich das Feuer mit dem Calf Canyon Fire, das nach dem Hermits Peak Fire ausgebrochen war. Auch dieses Feuer wurde von den Behörden auf einen kontrollierten Abbrand aus dem Januar 2022 zurückgeführt, bei dem brennbares Material gestapelt und verbrannt wurde. Der erloschen geglaubte Stapel verlosch trotz dreimaligen Schneefalls nicht vollständig und brach schließlich im April 2022 erneut zu einem offenen Feuer aus.
Anschließend breitete sich das vereinigte Feuer teils in großer Geschwindigkeit aus, wobei sowohl die langjährige Dürre im Südwesten der USA, die sehr viel trockenen Brennstoff zur Verfügung stellt, sowie starke Winde eine große Rolle spielten. Die vergangenen 20 Jahre waren in den südwestlichen USA die trockensten in den vergangenen 12 Jahrhunderten, was primär vom gegenwärtigen Klimawandel verursacht wurde.
An vielen Tagen herrschten windbedingt „red flag“-Warnungen, wobei teils Böen mit Windgeschwindigkeiten von 80 bis über 110 km/h herrschten. Unter anderem kam es zu einer über 59 Stunden am Stück andauernden „red-flag“-Warnung, was ein Feuermeteorologe als ein nach seiner Erinnerung „nie dagewesenes“ Ereignis bezeichnete. Durch die starken Winde wurde immer wieder brennende Glut teils kilometerweit in noch nicht vom Feuer erfasste Waldstücke getragen, wodurch immer wieder neue Feuerherde außerhalb der mit Planierraupen erstellten Brandschneisen ausbrachen. Dies erschwerte die Bekämpfung erheblich. Zudem erschwerten die Windbedingungen den Einsatz von Löschflugzeugen und -hubschraubern, die deswegen teilweise nur bedingt oder gar nicht eingesetzt werden konnten. Durch die hohe Ausbreitungsgeschwindigkeit wird auch das frontale Bekämpfen des Feuers erschwert, da dort aus Sicherheitsgründen keine Feuerwehrleute eingesetzt werden können.
Obwohl noch früh in der Saison produzierte das Feuer am 10. Mai 2022 eine Pyrocumulonimbus-Wolke, die bis in die Tropopause in ca. 13,5 km Höhe reichte. Solche „Feuerwolken“ haben das Potential, große Mengen Rauch und beim Brand entstehende Partikel bis in die Stratosphäre zu befördern. Mitte Mai schwächten sich die starken Winde zunächst ab, dafür setzte eine Hitzewelle ein, die die Wetterbedingungen im Bereich des Feuers noch verschlechterte.
Von den rund 1250 Quadratkilometern Fläche, die bis zum 23. Mai verbrannten, war etwa ein Fünftel besonders intensiven Bränden ausgesetzt, wodurch dort wiederum das Risiko schwerer und auch gefährlicher Bodenerosion besteht.
Am 29. Mai wurden drei Feuerwehrleute durch einen deplatzierten Wasserabwurf eines Löschhubschraubers verletzt. Zwei mussten ambulant im Krankenhaus behandelt werden, ein weiterer Feuerwehrmann erlitt schwere Verletzungen, darunter Schädelbrüche im Gesicht, und musste mit einem Hubschrauber in eine Klinik geflogen werden.
Mitte Juni setzte Regen ein, worauf die Aktivität des Feuers stark zurückging und die Ausbreitung weitgehend zum Erliegen kam.